# USS 벌클리

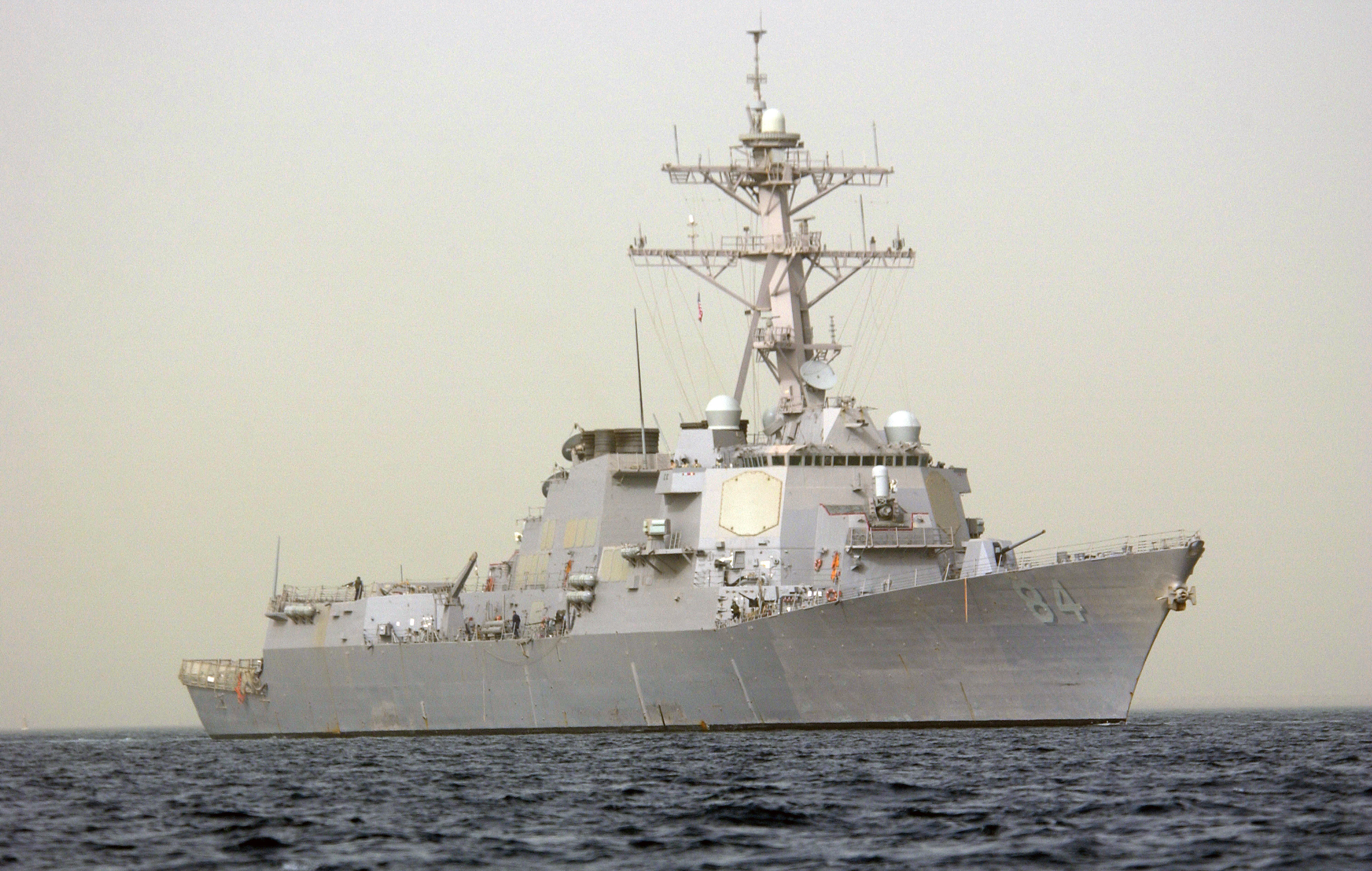
USS 벌클리

USS 벌클리(USS Bulkeley DDG-84)는 미국 해군의 알레이버크급 구축함이다. 이 배는 명예훈장 수상자 존 D. 벌클리 중장의 이름을 따서 명명되었다. 이 배는 동급 구축함 중 34번째 구축함이다. USS 벌클리는 동급의 15번째 군함으로 미시시피주 파스카굴라의 잉걸스 조선소에서 건조되었으며 1999년 5월 10일에 건조가 시작되었다. 이 군함은 2000년 6월 21일 진수되어 2000년 6월 24일 세례를 받았다. 2001년 12월 8일 취역했다. 카를로스 델 토로(Carlos Del Toro) 사령관이 지휘하는 뉴욕주 뉴욕 인트레피드 해양항공우주박물관에서 열린 부두 행사에서. 델 토로는 이후 2021년에 제78대 해군장관이 됐다.